# Norbert Pewestorff
Norbert Pewestorff (* 14. Juli 1952 in Rheinsberg) ist ein deutscher Ökonom und Landespolitiker (Die Linke). Er gehörte dem Abgeordnetenhaus von Berlin von 1990 bis 1999 und erneut von 2001 bis 2006 an.

## Leben
Norbert Pewestorff studierte an der Humboldt-Universität zu Berlin die Fachrichtung „Währungen, Banken, Börsen“ mit dem Abschluss Diplom. Anschließend war er im Außenhandel der DDR und in einer dortigen Metallhütte tätig.

## Politik
Pewestorff trat 1973 in die SED ein. Er errang nach der deutschen Wiedervereinigung für die PDS 1990, 1995 und für den Wahlkreis Treptow-Köpenick 6 im Jahr 2001 jeweils ein Direktmandat im Abgeordnetenhaus von Berlin. 1991 gab er seine Tätigkeit als inoffizieller Mitarbeiter bei der DDR-Staatssicherheit zu.